# 國史大辭典
《國史大辭典》（日语：／ Kokushidaijiten */?）是日本的歷史百科全書，由吉川弘文館出版。

## 歷史
《國史大辭典》最早的版本在1908年7月15日出版，總共2,400頁，同年3月15日率先發行的則有《國史大辭典插畫及年表》，包括46幅插畫以及達230頁長的年表。辭典構思自1896年，在翌年開始編撰，1906年完稿，監修是萩野由之，由八代國治、早川純三郎和井野邊茂雄負責編纂，原本中村富哉和田窪千秋也有份參與，井野邊茂雄在他們離去後才參與編輯，佐佐木高行、三上參次、田中義成、井上賴圀以及小杉榲邨分別替此版本寫序，1913年2月8日，以初版為基礎的增訂縮刷本出版。1925年2月25日，大增訂版出版，沿用上述的序外，另有黑板勝美和辻善之助的序，1927年推出冊子本，翌年推出普及版。
1965年4月7日，作為成立百週年紀念的項目，吉川弘文館宣佈推出新版的《國史大辭典》，在1979年3月1日至1997年4月1日期間出版，書紙由三菱製紙提供，負責編輯的是國史大辭典編輯委員會，編輯顧問有大久保利謙、兒玉幸多、小西四郎、齋藤忠、竹內理三和寶月圭吾，編輯委員分別是坂本太郎、關晃、臼井勝美、大石慎三郎、加藤友康、菊地勇次郎、笹山晴生、瀨野精一郎、高村直助、土田直鎮、鳥海靖、早川庄八、尾藤正英、福田豐彥、丸山雍成、皆川完一、安田元久以及由井正臣，另外也獲池田彌三郎、石井進、井上光貞、梅原猛、遠藤周作、岸俊男、司馬遼太郎、杉本苑子、築島裕、坪井清足、永井路子、永原慶二、樋口清之以及丸谷才一的推薦，收錄54,000個項目，字數達3千2百萬字，總共有15卷17冊。此外，辭典在1997年獲得第45屆菊池寬獎，2010年9月1日在JapanKnowledge公開。

## 各卷一覽
| 名稱                          | 頁數    | 出版日期       | 參考資料 |
| ----------------------------- | ------- | -------------- | -------- |
| 第1卷（あ—い）                     | 1,080頁 | 1979年3月1日   | [ 11 ]   |
| 第2卷（う—お）                     | 1,156頁 | 1980年7月1日   | [ 15 ]   |
| 第3卷（か）                     | 1,180頁 | 1983年2月1日   | [ 16 ]   |
| 第4卷（き—く）                     | 1,238頁 | 1984年2月1日   | [ 17 ]   |
| 第5卷（）                     | 1,158頁 | 1985年2月1日   | [ 18 ]   |
| 第6卷（）                     | 1,130頁 | 1985年11月1日  | [ 19 ]   |
| 第7卷（）                     | 1,144頁 | 1986年11月20日 | [ 20 ]   |
| 第8卷（）                     | 1,128頁 | 1987年11月30日 | [ 21 ]   |
| 第9卷（）                     | 1,242頁 | 1988年9月30日  | [ 22 ]   |
| 第10卷（）                    | 1,048頁 | 1989年9月30日  | [ 23 ]   |
| 第11卷（）                    | 1,312頁 | 1990年9月30日  | [ 24 ]   |
| 第12卷（ふ—ほ）                    | 1,064頁 | 1991年6月30日  | [ 25 ]   |
| 第13卷（ま—も）                    | 1,112頁 | 1992年4月1日   | [ 26 ]   |
| 第14卷（や—わ）                    | 1,144頁 | 1993年4月1日   | [ 27 ]   |
| 第15卷上 補遺、索引史料、地名 | 760頁   | 1996年6月1日   | [ 28 ]   |
| 第15卷中 索引人名             | 658頁   | 1996年11月1日  | [ 29 ]   |
| 第15卷下 索引事項             | 896頁   | 1997年4月1日   | [ 30 ]   |

### 註解
1. ↑  另一版本是7月19日[1]。